# Giulietta Masina
Giulietta Masina (San Giorgio di Piano, 1921. február 22. – Róma, 1994. március 23.) olasz filmszínésznő. Federico Fellini rendező felesége.

## Élete

### Gyermekkora
Giulietta Masina Bologna közelében, San Giorgio di Pianóban született. Édesapja, Gaetano Masina tehetséges hegedűművész volt. Házassága után feladta művészeti karrierjét, a biztosabb megélhetés reményében hivatalnoki állást vállalt. Masina édesanyja Angela Flavia Pasqualin, művelt, kifinomult családból származó tanítónő volt. Négy gyermekük közül Giulietta született elsőként. Nehéz anyagi körülményeik miatt ötéves korában odaadták anyai nagynénjének, a nemesi származású Giulia Sardinak, aki korán felfedezte a kislányban a művészi tehetséget. Giulietta gyerekként szinte minden művészi ágban kipróbálta magát: énekelt, balettozott, zongorázott és hegedült. Tízéves koráig nem járt iskolába, nyaranta pótolta be a tananyagot édesanyjával, így egy évet sem veszített. Az orsolyiták kollégiumába íratták be, ahol a legmodernebb pedagógiai eszközöket alkalmazták.

### Az első szerepek
Giulietta Masina tizenévesen gyakran szerepelt rádióműsorokban, színházban is kapott kisebb szerepeket. Tizennyolc éves korában jelentkezett a Drámai Művészetek Akadémiájára, ahol a bizottságot elkápráztatta őstehetségével. Azt feltételezték, színész szülők gyereke. Ám hiába nyert felvételt, édesapja ragaszkodott hozzá, hogy civil diplomát szerezzen, ezért a római bölcsészkarra iratkozott be. Itt irodalmat, régészetet, filozófiát tanult. Az egyetemi évek alatt sem hanyagolta a színjátszást, az Egyetemi Színpadon (Theatro dell’ Universita, később Teatro Atheano) sorra játszotta a főszerepeket. Óriási sikert aratott a legkülönfélébb darabokban, fellépett Goldoni- és Molière-darabokban egyaránt. Ezzel egy időben az EIAR zenei és komédiatársulat tagjaként táncolt, énekelt, drámákban és vígjátékokban szerepelt. Játszott továbbá a Theatro delle Artiban, az Argentinában, a Quirino színpadán is.
Megkapta a Cico és Pallina című népszerű rádiósorozat női főszerepét. A humoros, érzelmes, kissé pajzán sorozat meghozta Masina számára az ismertséget. A rádiójátékot a pályakezdő Federico Fellini írta. A sorozat kapcsán, kalandos körülmények között ismerkedtek össze, és 1943 őszén, mindössze kilenc hónapi jegyesség után házasságot kötöttek. Masina első terhessége egy baleset miatt megszakadt, és 1945 tavaszán második gyermeke, Pier Federico is meghalt háromhetes korában. A fájdalmat fokozta, hogy Masina gyermekágyi lázat kapott, aminek szövődményeként nem szülhetett többé.
Fellinit nem sokkal ezután felkarolta Roberto Rossellini; a filmiparban forgatókönyvíróként és segédrendezőként is felfigyeltek rá.

### Az első filmek
Masina első filmszerepét Alberto Lattuada Nincs irgalom című művében alakította: egy tragikomikus prostituáltat alakított. Ezek után a producerek, rendezők hosszú időre ebbe a szerepkörbe skatulyázták be. Ezért a szerepért Ezüst Szalag díjjal jutalmazták. Masina neve már jól csengett a művészberkekben. Többnyire mellékszereplőként, epizodistaként alkalmazták: csibészes stílusa, szürreális játéka, különleges egyénisége eltért a kor hagyományos nőideáljaitól, annak ellenére, hogy Masina érdekesen vonzó nő volt, és szeretett volna a filmvásznon is csinos, hódító szépségeket alakítani. Ezekben az igen aktív években Masina filmről filmre vándorolt, nemzetközi szinten ugyanakkor még ismeretlen volt a neve.
Fellini életművében jelentős mérföldkő a Varieté fényei: itt próbálkozott először rendezéssel Lattuadával társulva. Masina egy elbűvölő, tűzrőlpattant ripacsnőt alakított egy jelentősebb mellékszerep erejéig. 1952-ben Fellini első önálló rendezésében, a Fehér sejkben mindössze öt percet szerepelt: szintén egy clown stílusú, meghökkentő utcalányt játszott. Jelenete érdekessége, hogy e szerepében is Cabiriának hívják.

### Országúton
Az igazi áttörésre 1953-ban került sor: Fellini lehetőséget kapott, hogy megrendezze élete legköltőibb, legérzelmesebb filmjét, amelyben Masina játszotta a női főszereplőt, Gelsominát, az együgyű, ám csupa lélek mutatványoslányt. Az Országúton saját hazájában nem aratott kirobbanó sikert. Sokan a neorealizmus sírásójának titulálták Fellinit, bár Giulietta Masina alakításától csaknem mindenki el volt ragadtatva. A film kultusza Franciaországból ered. Giuliettát BAFTA-díjra jelölték. Pár évvel később, 1956-ban Oscar-díjat nyert a film. Masinát úgy emlegették, mint „Szoknyás Chaplint”, mint női bohócot; Greta Garbóéhoz, Anna Magnaniéhoz hasonlították tehetségét.

### Cabiria éjszakái

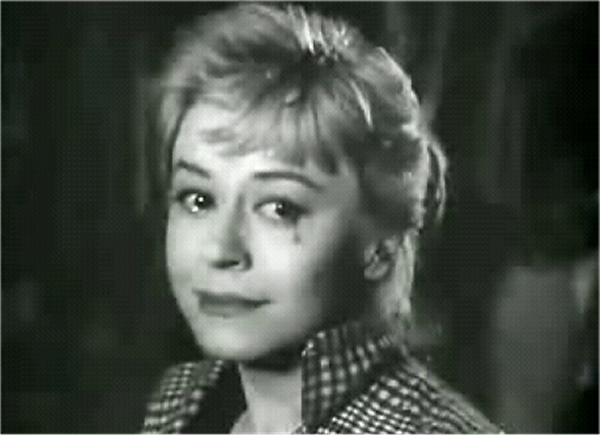
A Cabiriában

1957-ben eljátszotta a férje által rendezett Cabiria éjszakái címszerepét: a temperamentumos, tragikomikus utcalány volt a művésznő legkedvesebb szerepe, elmondása szerint vele tudott legjobban azonosulni. A film átütő sikert arat, Giulietta megkapja a Cannes-i fesztivál nagydíját mint legjobb színésznő, BAFTA-díjra jelölik - a film pedig Oscar-díjat kapott.

### Az 1960-as évek
Ezután számos filmszerepet elvállalt, többek között Fortunella szerepét: egy Gelsomina-szerű karaktert játszott. Bár Fellini írta a forgatókönyvet, a film nem ért el nagy közönségsikert. A pokol városában című börtönfilmben egy ártatlanul elítélt, butuska és befolyásolható cselédlányt alakított, akit megtör a félelmetes börtönmorál, és prostituálttá válik.
Ebben az időszakban gyakran utazott külföldre, a Jons és Erdme című NSZK-filmben kikapós háziasszonyt, Julien Duviever Műselyemlány című filmjében egy Marilyn Monroe-szerű csábító szőkeséget alakított. E filmek sem arattak átütő sikert. Színházban Bertolt Brecht Koldusoperájában németül játszotta Polly szerepét. Az ezt követő öt évben Masina némileg visszavonult, háttérmunkákat látott el Fellini filmjeiben, időnként televíziós fellépéseket vállalt, protokolláris szerepet töltött be.
1965-ben újra közös produkciót hozott létre Fellinivel, eljátszotta a Júlia és a szellemek címszerepét. A mindeddig kirobbanó temperamentumú, érzelmes, erős mimikájú Giulietta éles váltással alakította a lelki problémákkal küzdő, csendes, visszafogott polgárasszony szerepét. Eltűntek bohócos gesztusai, jellegzetes fintorai, ez a szerep teljesen elütött a tőle megszokott karakterektől. A formabontó képi világú, szürreális, barokkos stílusú szatíra nagy része kitaláció, bár vannak benne olyan szituációk, amelyeket Fellini a magánéletből vett át. Ennek ellenére Masina nem magát alakította: a csendes, kissé unalmas, otthonülős hölgy pont az ő ellentéte volt. A film azt mutatja be, miként dolgozza fel egy mediterrán neveltetésű asszony férje hűtlenségét. A film elsősorban Amerikában aratott osztatlan sikert. Masina ekkor megint aktívan filmezett, sorra játszott kisebb-nagyobb szerepeket.

### Az 1970-es évek
Az 1970-es években megint pihenőre kényszerült: elmondása szerint az olasz filmipar válságban volt, s bár elhalmozták szerepajánlatokkal, úgy érezte, nem kínáltak neki tetsző karaktereket. Akciófilmekhez, silány tömeg-vígjátékokhoz nem akarta adni a nevét. Tanácsadó műsort vezetett a rádióban, a hallgatóknak pszichológiai tanácsadást nyújtott. Később saját rovata lett a La Stampa című újságban, ahol folytatta a levelezést a hozzá fordulókkal – később erről a tevékenységéről Mások naplója címmel jelentetett meg könyvet. Az UNICEF olasz nagyköveteként társadalmi kötelezettségei is lettek, ezeket a hetvenes évektől haláláig folytatta.
Ebben az évtizedben két filmes jellegű munkát vállalt: televíziós sorozatai, a Tullio Pinelli által írt Eleonora, majd évekkel később a Camilla hatalmas nézettséget ért el hazájában.

### Az 1980-as évek
1985-ben – húsz év szünet után – ismét főszerepet játszott férje filmjében: a Ginger és Fredben Ginger Rogers olasz hasonmását alakítja, egy bűbájos, idősödő, hajdani varieté-táncosnőt. Masina számára sokat jelentett, hogy táncolhatott, ezt a tevékenységet gyerekkora óta magas szinten művelte. A szerelmi témájú film élesen bírálja a televízió igénytelenségét és uralmát a közönség felett. Ezután mindössze két filmben vállalt szerepet: a Perinbaba címszerepét 1985-ben Csehszlovákiában játszotta, 1991-ben pedig Franciaországban vendégszerepelt Az emlékezés napja című tévéfilmben.
Utolsó éveiben súlyos agydaganat kínozta, fizikai ereje egyre romlott. Az 1993-as Oscar-gálán az életműdíjat átvevő Fellini egyetlen nevet említett beszédében: „Köszönöm, drága Giulietta, és kérlek, hagyd abba a sírást!” Ahogy a család barátja és munkatársa, Tullio Kezich írta: Fellini és Giulietta házassága igazi, mély, szerelmi kapcsolaton alapult, elválaszthatatlanok voltak; lelki értelemben véve teljesen monogám kapcsolat volt az övék.

### Halála
Federico Fellini 1993. október 30-án hunyt el agyvérzésben. Masina négy és fél hónap múlva követte, noha az orvosok szerint még pár évig élhetett volna betegségével. Férje nélkül azonban értelmetlennek érezte az életét, szó szerint utána halt 1994. március 23-án. Együtt nyugszanak Rimini temetőjében egy vitorla alakú emlékmű alatt, korán elhunyt kisfiukkal együtt.

## Filmográfiája
- Senza pietà (1948)
- Persiane chiuse (1950)
- A varieté fényei (Luci del varietà, 1950)
- Európa '51 (Europa '51, 1951)
- Wanda la peccatrice (1952)
- A fehér sejk (Lo Sceicco Bianco, 1952)
- Országúton (La Strada, 1954)
- Szélhámosok (Il Bidone, 1955)
- Cabiria éjszakái (Nights of Cabiria, 1957)
- A pokol városában (Nella citta d'inferno, 1959)
- Júlia és a szellemek (Giulietta degli spiriti, 1965)
- Holle anyó (Perinbaba, TV-film, 1985)
- Ginger és Fred (Ginger e Fred, 1986)